# Leucania decaryi
Leucania decaryi là một loài bướm đêm trong họ Noctuidae.